# Angela Watson
Pour les articles homonymes, voir Watson.
Angela Watson, de son nom complet Angela Christine Watson, est une actrice américaine née le 12 novembre 1975 à Danville (Illinois). 
Elle est désormais agent immobilière. 

## Biographie
Elle est la fille de Barbara et Allen Watson et a grandi dans un village de 800 habitants. En 1985, toute la famille déménage à Cape Coral en Floride.
Angela commence à prendre des cours de mannequinat et gagne le concours Face Finders Model de Dallas. En 1989, elle déménage à Los Angeles et obtient son premier rôle dans la série télévisée Davis Rules. En 1991, elle décroche le rôle de Karen Foster dans la série Notre belle famille, qui la fera connaître du public français.

## Filmographie

### Cinéma
- 2005 : Junior Pilot de James Becket : Milly (vidéo)
- 2007 : Cowboys and Indians de Joseph Mauceri : Mom

### Télévision
- 1991 : Davis Rules (série télévisée) : Alice Hansen
- 1991-1998 : Notre belle famille (Step by Step) (série télévisée) : Karen Foster
- 1994 : Duckman: Private Dick/Family Man (série télévisée) : (voix)
- 1994 : ABC Sneak Peek with Step by Step (Téléfilm) : Karen Foster